# Revine Lago
Revine Lago (pron.: Revìne; Revine Lago in veneto) è un comune italiano sparso di 2 067 abitanti della provincia di Treviso in Veneto. Prende il nome da due delle sue frazioni (comuni autonomi fino al 1868).
È noto per la presenza dei due laghi (di Lago e di Santa Maria), mete turistiche relativamente frequentate.

## Geografia fisica
Il comune di Revine Lago è diviso in due zone principali: il versante sud delle Prealpi e il fondovalle.
La prima è costituita da un pendio molto ripido e quasi completamente ricoperto di boschi che parte dalle cime delle Prealpi Bellunesi (Monte Cor, La Posa), situate a una quota di 1200-1300 m ca., e arriva sino al fondovalle. L'altitudine massima è di 1344 m. Nella parte bassa si trovano invece i laghi di Lago e di Santa Maria, posti alla quota di 224 m (l'altitudine minima del territorio), e una piccola area pianeggiante. Nel punto di incontro fra le due zone si trovano la maggior parte degli insediamenti, spesso coincidenti con i numerosi conoidi derivati dall'erosione delle antistanti montagne.
Fa parte del comune anche una modesta zona collinare posta a sud-est.

## Storia
Diversi reperti (resti di palafitte, punte di frecce, ceramiche) testimoniano la presenza umana già dal tardo Neolitico (circa seimila anni fa), ma essa si fece ben più consistente in seguito alle invasioni di tribù celtiche (IV-II secolo a.C.) e alla conquista romana (II secolo a.C.).
Già prima della caduta dell'Impero romano d'Occidente la zona fu occupata dai Goti, dai Franchi e infine dai Longobardi (la zona doveva essere parte del ducato di Ceneda). Questi edificarono la chiesa di San Martino (ora ne restano pochi resti), invocato per contrastare gli eretici.
Con il Sacro Romano Impero (dal 773) e per tutto il medioevo la zona fu frazionata in feudi: Revine fu amministrata dai vescovi di Ceneda, Lago divenne possedimento dei Da Camino. È in questo periodo che nascono le regole, antica forma di autogoverno per lo sfruttamento razionale del territorio, rimasta in vigore sino a Napoleone.
In seguito, il territorio passò alla Serenissima che cadde nel 1797 con l'avvento di Napoleone. Revine e Lago passarono poi all'impero austro-ungarico, in seguito ancora alla Francia, poi di nuovo all'Austria, che li amministrò sino al 1866, quando anche il Veneto fu annesso al Regno d'Italia.
Tuttavia, l'occupazione austriaca si fece sentire di nuovo durante la prima guerra mondiale, quando il Friuli e parte del Veneto passarono agli Imperi Centrali. La zona fu interessata agli aspri combattimenti, essendo posta in prossimità del fronte, dalla battaglia del solstizio alla finale battaglia di Vittorio Veneto.
Durante la seconda guerra mondiale l'ambiente montano favorì la formazione di diverse brigate partigiane (Tolot, Mazzini, Nannetti). Il paese pianse in questo periodo numerosi martiri per la libertà: tra questi Armando Grava, non ancora diciottenne, torturato e poi ucciso sotto gli occhi della madre.

### Simboli
Lo stemma e il gonfalone sono stati concessi con decreto del presidente della Repubblica del 13 giugno 1970.
Nello stemma è rappresentato l'antico lago che ad oggi appare diviso in due bacini separati da una stretta striscia di terra. I rilievi montuosi sono quelli che caratterizzano a nord questi luoghi e dai quali, si dice, in passato, una frana cadde devastando il territorio e da tale evento il paese ebbe il nome Revine come corruzione di Ruine. Il pastorale che fa riferimento ai tempi in cui la zona era soggetta al vescovo di Ceneda.
Il gonfalone è un drappo troncato, di giallo e di rosso.

## Monumenti e luoghi d'interesse
Per i monumenti di Revine si rimanda alla voce della frazione.
A Santa Maria è interessante la chiesa che, ricordata già nel testamento di Sofia di Collalto (1170), è una delle più antiche della zona. All'interno vi sono opere di Francesco da Milano e di Egidio Dall'Oglio.
- Castello di monte Frascon

## Società

### Evoluzione demografica
Abitanti censiti

### Etnie e minoranze straniere
Al 31 dicembre 2023 gli stranieri residenti nel comune erano 99, ovvero il 4,7% della popolazione. I gruppi più numerosi sono i seguenti:
1. Macedonia del Nord 20
2. Albania 12
3. Romania 11

## Cultura
- A Revine Lago opera il poeta Luciano Cecchinel, che nella sua importante raccolta d'esordio Al tràgol jért, recensita da Andrea Zanzotto, utilizza le forme arcaiche e il lessico conservativo del dialetto locale.
- Dal 2005, nella frazione di Lago si svolge ogni estate il Lago Film Fest, festival cinematografico internazionale di cortometraggi, documentari e sceneggiature.[10]
- Nella frazione di Revine si svolgono da quasi un secolo le Sacre rappresentazioni del Presepio vivente a Natale, e la Passione di Cristo a Pasqua.

Il comune, come riportato nello statuto, riconosce a quattro insediamenti lo status di frazione:
- Revine (267 m, 1 204 ab.), ex comune autonomo fino alla fusione del 1868;
- Lago (256 m, 677 ab.), chiamato San Giorgio di Lago per pochi mesi prima della fusione con Revine;
- Santa Maria (211 m, 311 ab.), ex frazione di Lago e appartenente alla stessa parrocchia. Ospita la scuola elementare;
- Sottocroda (267 m, 122 ab.), ex frazione di Lago, situata a ovest della stessa[11].

## Amministrazione
| Periodo        | Periodo   | Primo cittadino        | Partito                  | Carica  | Note |
| -------------- | --------- | ---------------------- | ------------------------ | ------- | ---- |
| 1995           | 1999      | Danilo Bernardi        | Lista civica             | Sindaco |      |
| 1999           | 2004      | Giorgio Della Colletta | Lista civica             | Sindaco |      |
| 2004           | 2009      | Battista Zardet        | Lista civica - Lega Nord | Sindaco |      |
| 2009           | 2014      | Battista Zardet        | Lega Nord                | Sindaco |      |
| 2014           | 2019      | Michela Coan           | Lista civica             | Sindaco |      |
| 27 maggio 2019 | in carica | Massimo Magagnin       | Lista civica             | Sindaco |      |

### Gemellaggi
- Mitterdorf an der Raab